# اسلام‌آباد (بردسکن)
اسلام‌آباد یا شاهرخ‌آباد نام روستایی از توابع بخش انابد شهرستان بردسکن در استان خراسان رضوی است. این روستا در دهستان صحرا قرار دارد و براساس سرشماری سال ۱۳۸۵ جمعیت آن ۱٬۰۹۹ نفر (۲۸۴ خانوار) بوده است.